# Lormont
Lormont là một xã trong tỉnh Gironde, thuộc vùng Nouvelle-Aquitaine của nước Pháp, có dân số là 21.343 người (thời điểm 1999). Lormont nằm về phía đông-bắc của Bordeaux, cạnh sông Garonne.